# Scott Glenn
Theodore Scott Glenn, ou apenas Scott Glenn (Pittsburgh, Pensilvânia, 26 de janeiro de 1939) é um ator norte-americano.

## Filmografia parcial
- The Defenders (2017)
- Daredevil (2015-2016)
- The Paperboy (2012)
- Sucker Punch (Sucker Punch) (2011)
- Secretariat - Uma História Impossível (2010)
- Noites de Tormenta (Nights in Rodanthe) (2008)
- Surfer, Dude (2008)
- W. (2008)
- O Ultimato Bourne (The Bourne Ultimatum) (2007)
- Escritores da Liberdade (Freedom Writers) (2007)
- 12 Horas Até o Amanhecer (Journey to the End of the Night) (2006)
- Segurança Máxima (Homeland Security) (2004)
- A Rosa Negra (Gone But Not Forgotten) (2004)
- Sob Pressão (Puerto Vallarta Squeeze) (2003)
- Guerreiros Buffalo (Os Policias do Mundo, em Portugal) (Buffalo Soldiers) (2001)
- Chegadas e Partidas (The Shipping News) (2001)
- Dia de Treinamento (Training Day) (2001)
- Limite Vertical (Vertical Limit) (2000)
- As Virgens Suicidas (The Virgin Suicides / Sofia Coppola's the Virgin Suicides) (2000)
- Tormenta de Fogo (Firestorm) (1998)
- Poder Absoluto (Absolute Power) (1997)
- Coragem Sob Fogo (Courage Under Fire) (1996)
- O Silêncio dos Inocentes (The Silence of the Lambs) (1991)
- Cortina de Fogo (Backdraft) (1991)
- The Hunt for Red October (1990)
- Tudo por uma Ilusão (Miss Firecracker) (1989)
- Man on Fire (Creasy) (1987)
- Silverado (Silverado) (1985)
- A Fortaleza Infernal (The Keep) (1983)
- Os Eleitos (The Right Stuff) (1983) como Astronauta Alan Shepard
- Cowboy do asfalto [Urban Cowboy] (1980)
- Apocalypse Now (1979) como Tenente Richard m. Colby
- O Demônio dos Seis Séculos (Gargoyles) (1972)
- The Baby Maker (1970)